# NGC 3281A
NGC 3281A (другие обозначения — ESO 375-59, MCG -6-23-49, PGC 31103) — линзообразная галактика (SB0) в созвездии Насос.
Этот объект не входит в число перечисленных в оригинальной редакции «Нового общего каталога» и был добавлен позднее.